# Доменіко Трезіні
 Доменіко Трезіні  (італ. Dominico Trezzini; 1670—1734) — російський військовий інженер, архітектор, садівник доби бароко початку 18 століття. Мав італійське походження, кантон Тессін, Південна Швейцарія, де мешкали італійці.

## Етапи дослідження
Олександр Бенуа виїхав у 1908 році на відпочинок у Південну Швейцарію. Він придбав стародавню книгу «Словник (довідник) відомих уродженців кантону Тессін». Серед них був і Доменіко Трезіні, якого він знав по попереднім дослідженням як першого фахового архітектора Петербургу. Бенуа продовжив пошуки і з здивуванням дізнався, що Тессін був багатим на родини каменярів, архітекторів, інженерів, декораторів, художників. Особливо багато було будівничих та архітекторів. Часто вони відбували на заробітки у дальні країни, бо не мали замов на батьківщині. Тільки в Російську імперію на працю і службу прибули тессінці: архітектор Джакомо Кваренгі, будівничий Д. Вісконті, архітектор Д. Адаміні, художник Фідельйо Бруні (відомий з ім'ям Федір), архітектор Луїджі Руска, Джозеппе Бернардацці (розбудовував місто П'ятигорськ).
Частку документів про Доменіко Трезіні знайшов М.Корольков. У 1951 р. долю родин із прізвищем Трезіні досліджував швейцарець Йозеф Ерета.
Наприкінці 20 століття тінь Доменіко Трезіні дочекалася нових статей, і радіопередач, і монографій про архітектора. Але частка документів втрачена назавжди через війни, пожежі і недбальство людей.

## Життєпис

### У Швейцарії
Походить із кантону Тессін. Архітектурі та інженерним наукам навчався в Італії, як писав пізніше. В містечку Астано 30 січня 1698 року відбулося вінчання Доменіко Трезіні з Джованною ді Вейтіс. Чоловік був дворянин, але родина небагата. Народилось дві дочки. Доменіко відбув на заробітки у Німеччину, а згодом перебрався у Копенгаген. Там планували добудови фортеці і Доменіко прагнув отримати замову.

### Контракт на працю в Московії

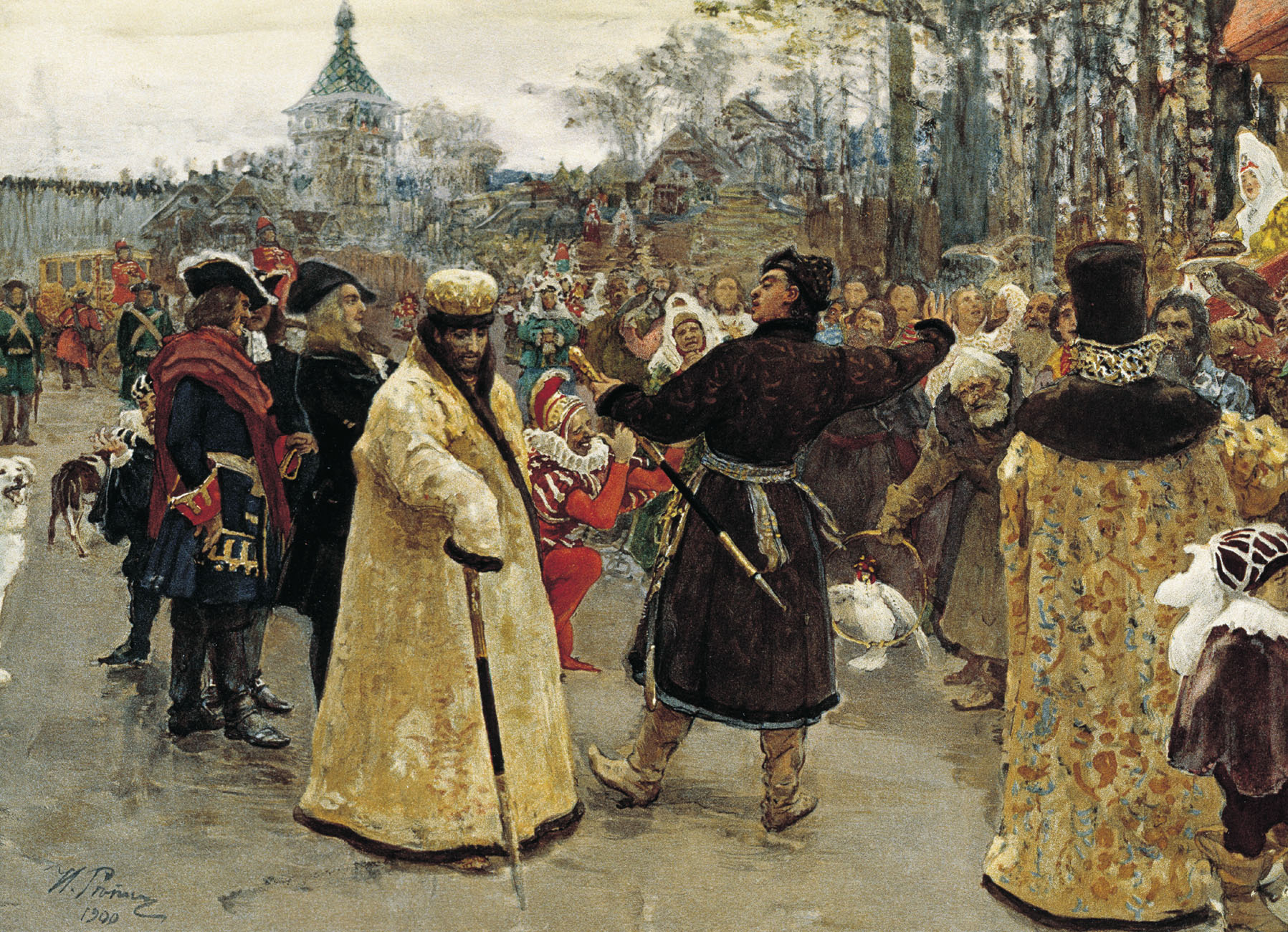
Худ. Рєпін І. Ю. «Два царі, Петро І та Іван V», літографія 1900 р.

У Копенгагені перебивався приватними замовами, коли прознав про найм фахівців у Московію. Першого квітня 1703 року він і підписав контракт на працю в Московії разом з російським дипломатом А.Ізмайловим. Європейські найманці дісталися нового місця служби вітрильником, що повільно дістався порту Архангельськ, єдиного на той час значного порту Московського царства. З Архангельську через місто Вологда де човнами, де волоком дісталися до Москви.
У 1704 р. він вже в Санкт-Петербурзі. Землі щойно відвоювали у шведів. Тому подорожні прибувають під захистом драгунів, бо точиться війна. Нового фахівця відразу задіяли як військового інженера і архітектора. Його перша споруда — дерев'яний форт на льоду Балтики (взимку готуються до боїв влітку). Вінці колод зв'язали прямо на льоду, а порожнину набили камінням та глиною. Лід підрубали і форт під власною вагою став на морське дно, до якого 5 метрів. Його добудували зверху, додали гармати і дах. А весною він вже став перешкодою шведським військовим човнам. Серед інших завдань — казарми для вояків, комори для гармат, зброї, їжі, склади. І все це так, щоби витримало ворожу облогу і обстріли. Оборонну лінію підсилювали форти і гарнізон на острові Котлін (Кронштадт) та новостворений флот.
У 1704 році московські вояки після бомбардування захопили шведське місто Нарва, що став ще одним російським портом на Балтиці. Російські гармати перетворили Нарву на руїни. Доменіко лагодив в місті казарми, арсенал, фортечні споруди, тепер вже російські. Серед чисто архітектурних завдань — парадні брами міста у вигляді тріумфальних арок.

### Петропавлівська фортеця

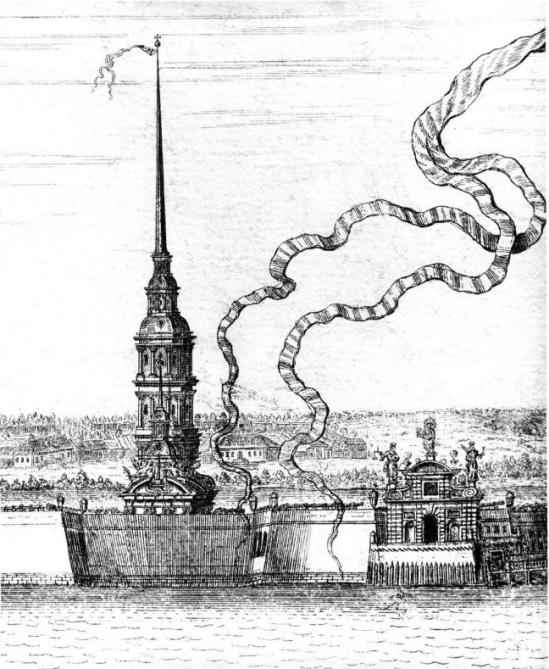

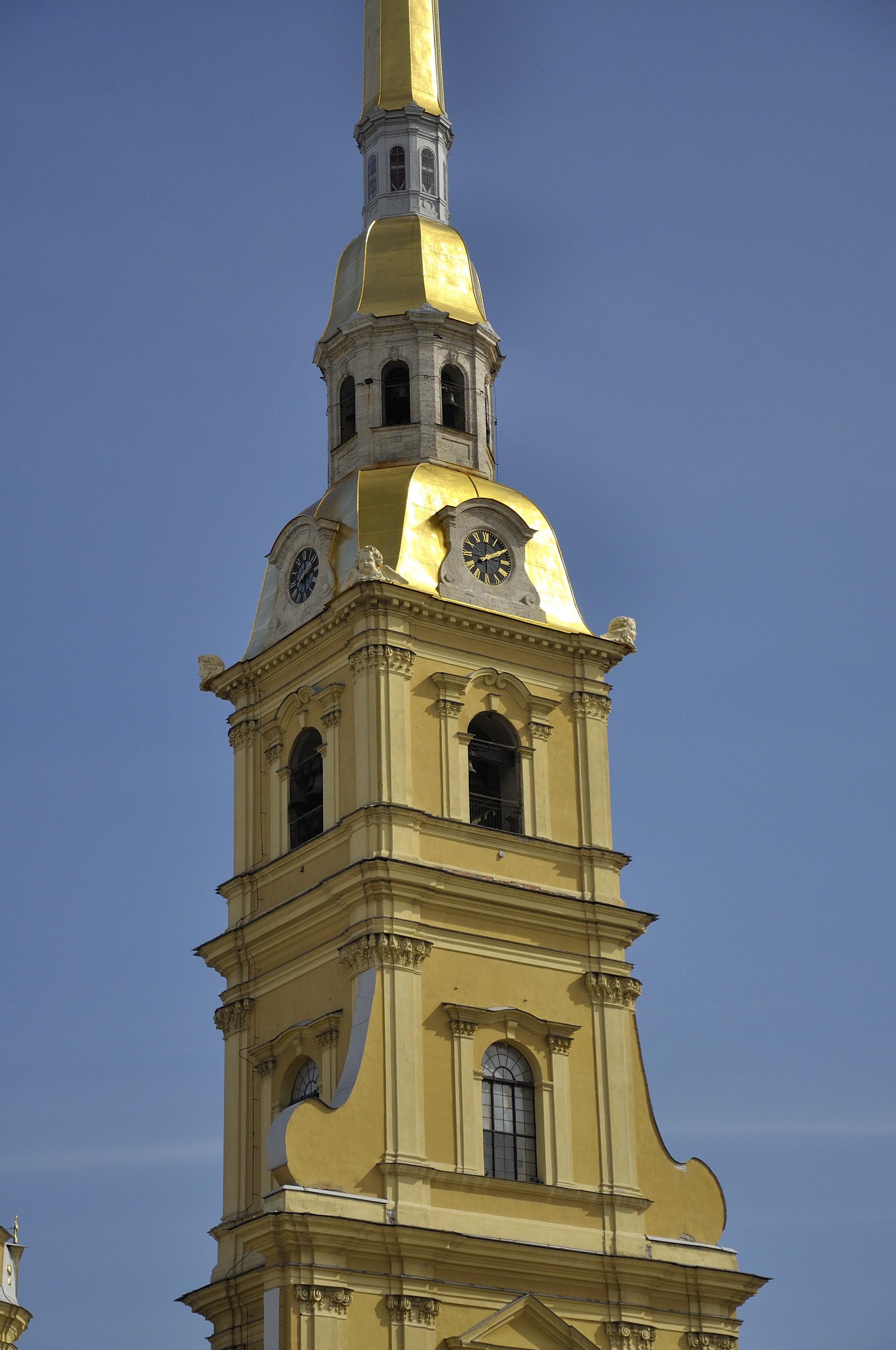

Первісно її називали Санкт петербурзька фортеця. Первісно вона була земляною. У 1706 р. кошти, відірвані від війни, дозволили почати перебудування фортеці в цеглі. Масштаби будівництва почали невпинно зростати. Цар видав указ про створення Канцелярії городових справ задля прискорення будівництва. Головою став Улян Сенявін. Канцелярія городових справ керуватиме як військовим будівництвом, так і цивільним. В повоєнні роки — ще і розплануванням нової столиці.
На пам'ять про власні військові перемоги цар наказав створити в фортеці парадні ворота. Архітектурну частину створив Доменіко. Рельєфи та скульптури — італієць Карло Бартоломео Растреллі

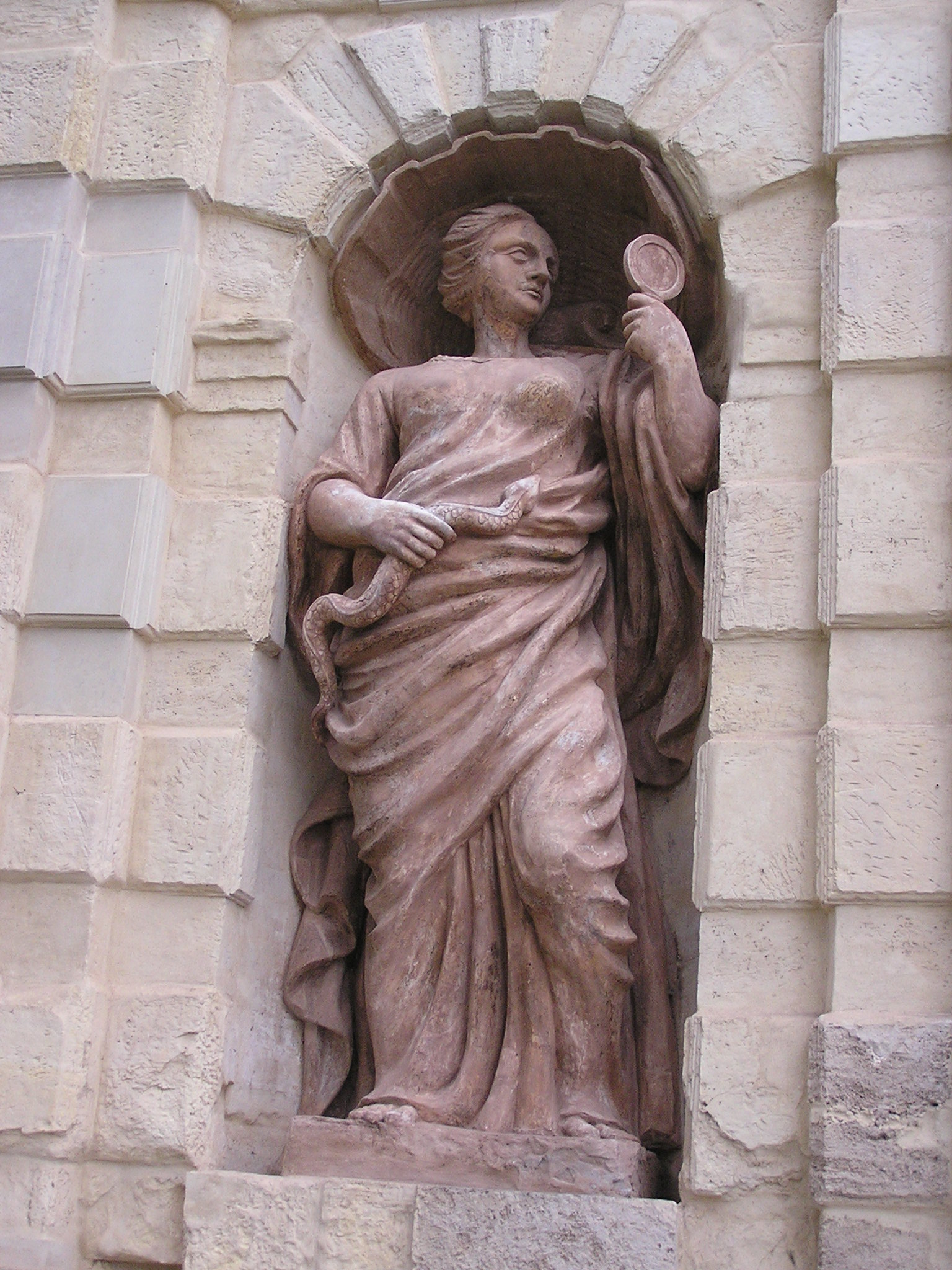
Фортуна або Надія
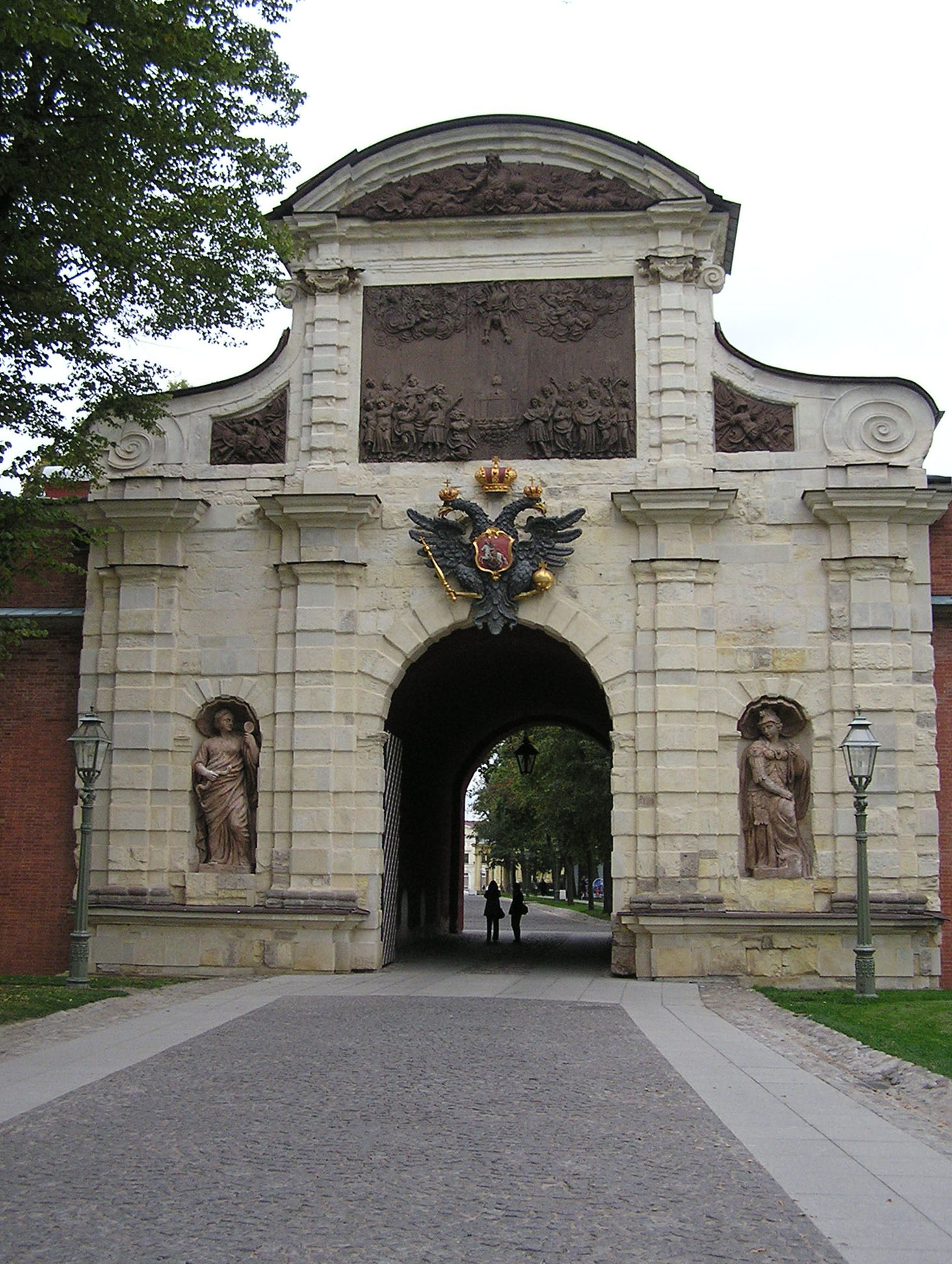
Петровські ворота
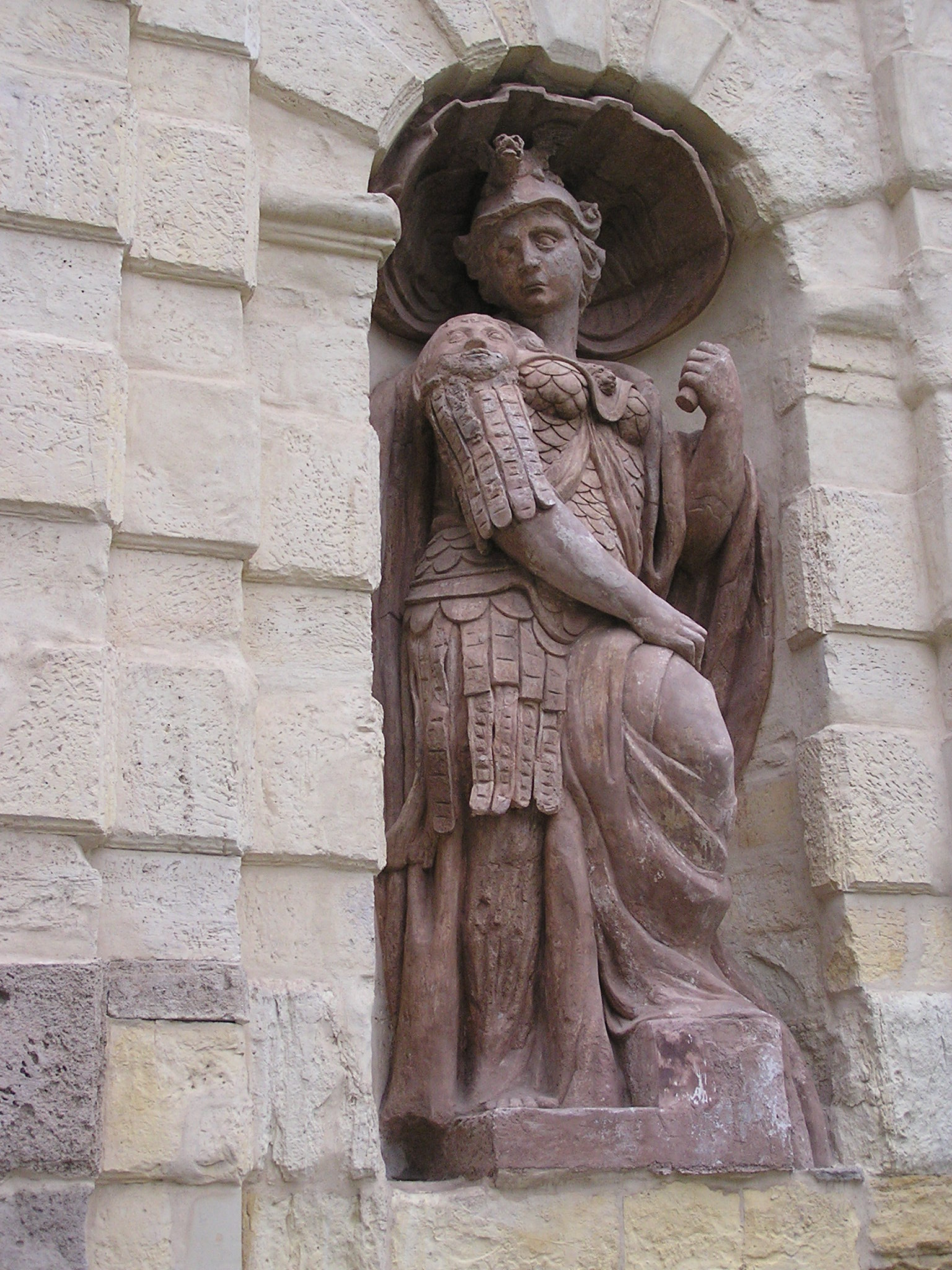
Войовнича Мінерва
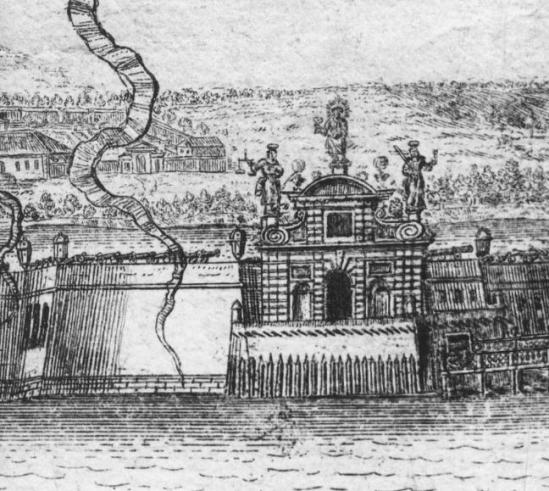
Петровські ворота на гравюрі

Фортецю будували як головну в імперії. По відвоюванню Таллінна, Риги, замку Виборг захисні функції фортеці сильно зменшилися. Але гармати фортеці стріляли часто — і на свята, і на роковини перемог, з приводу споруд нових вітрильників, з приводу поховань в родині царя. Незабаром каземати фортеці прийняли перших державних злочинців, серед яких і син-втікач царя Петра — Олексій, якого хитрощами виманили з Італії. Фортеця ставала головною політичною в'язницею імперії.
На подвір'ї фортеці розмістили також будівлю Сенату, Монетний двір, казарми, будинок коменданта і собор. Величну дзвіницю Петропавлівського собору створив Доменіко Трезіні. Аби фортецею не вештались зайві, Сенат перевели через канал на площу поряд. У 1718 р. Доменіко будував тимчасову споруду для Сенату на Троїцький площі, поряд з собором Св. Трійці, ринком, Гостиним двором і аптекою. Деякий час площа була головною у місті.
Коли шукали місця для Колегій (тогочасних міністерств), знайшли його біля Сенатської будівлі. А в Троїцький церкві відбувся молебен-подяка, коли прийшла довгоочікувана звістка по мирну угоду («Ніштадський мир») і офіційне закінчення Північної війни. П'ять споруд Колегій зробили площу державною.
На лівому(з боку Москви, «московському») березі Неви розпланували Адміралтейську верф (корабельню і склади для побудови човнів). Вона теж мала фортечні мури і гармати. Під захистом цих фортечних споруд уряд відмовився від фортечних мурів навколо міста. Так Петербург став першим містом без фортечних мурів.

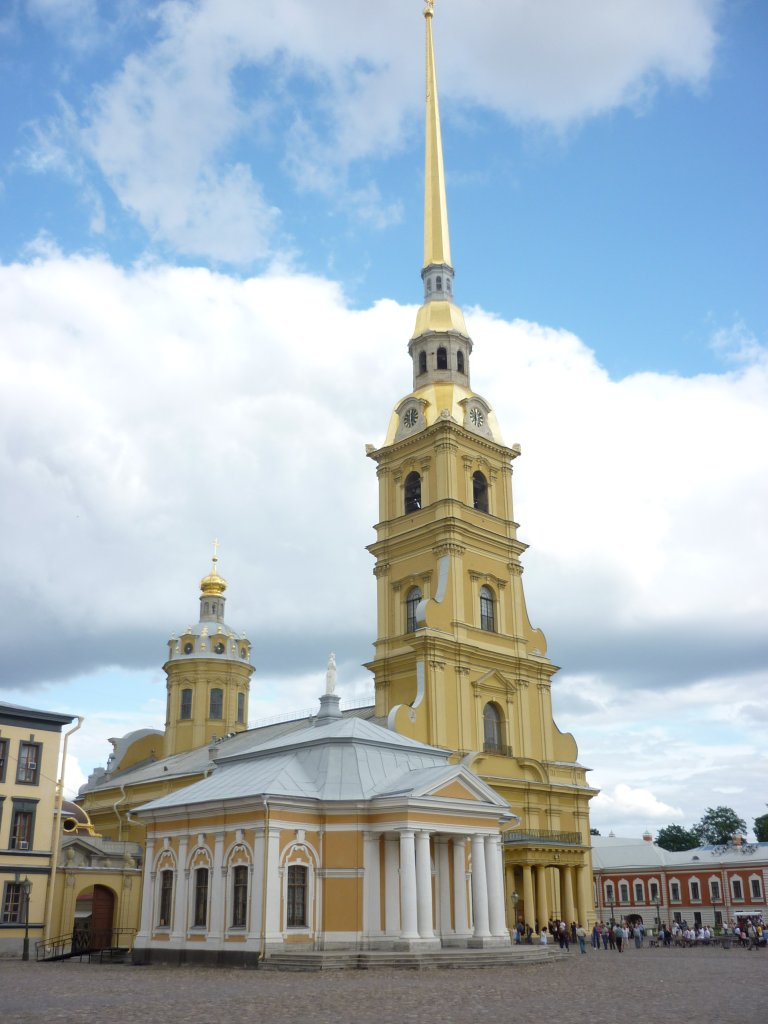
Майдан перед собором
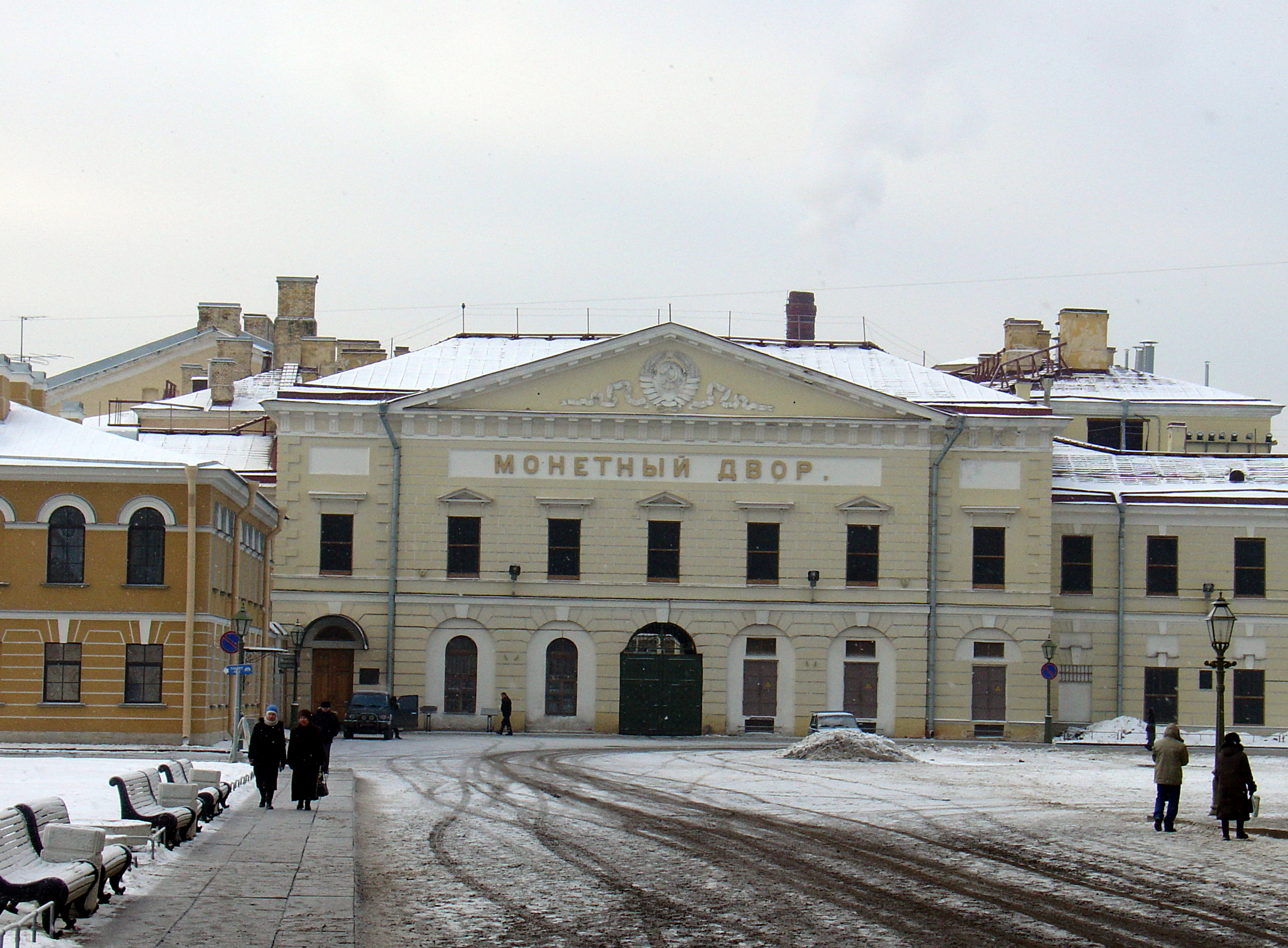
Санкт-Петербурзький монетний двір.
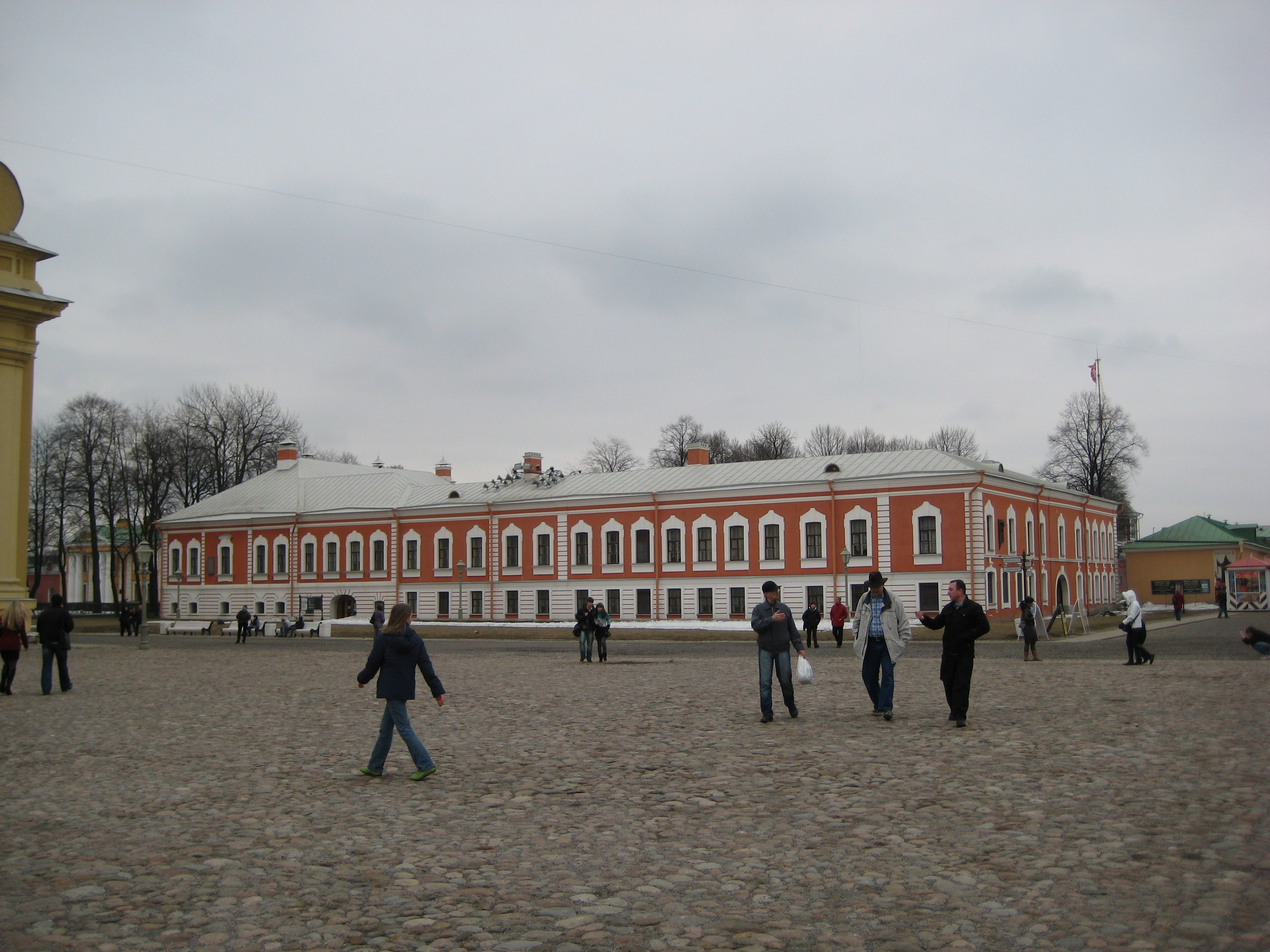
Будинок коменданта Фортеці.

### Стара реліквія в новому місті

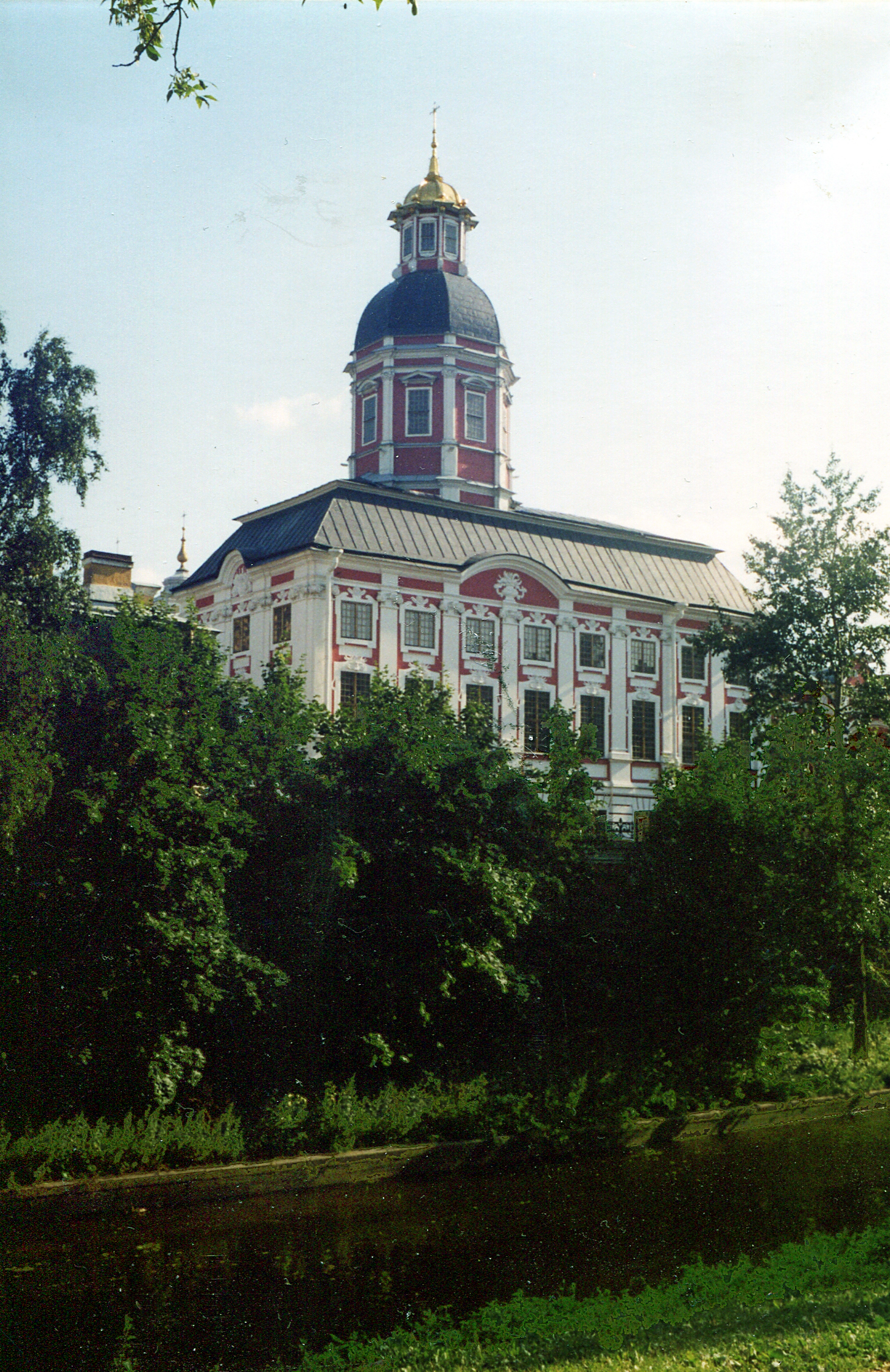
Благовіщенська церква

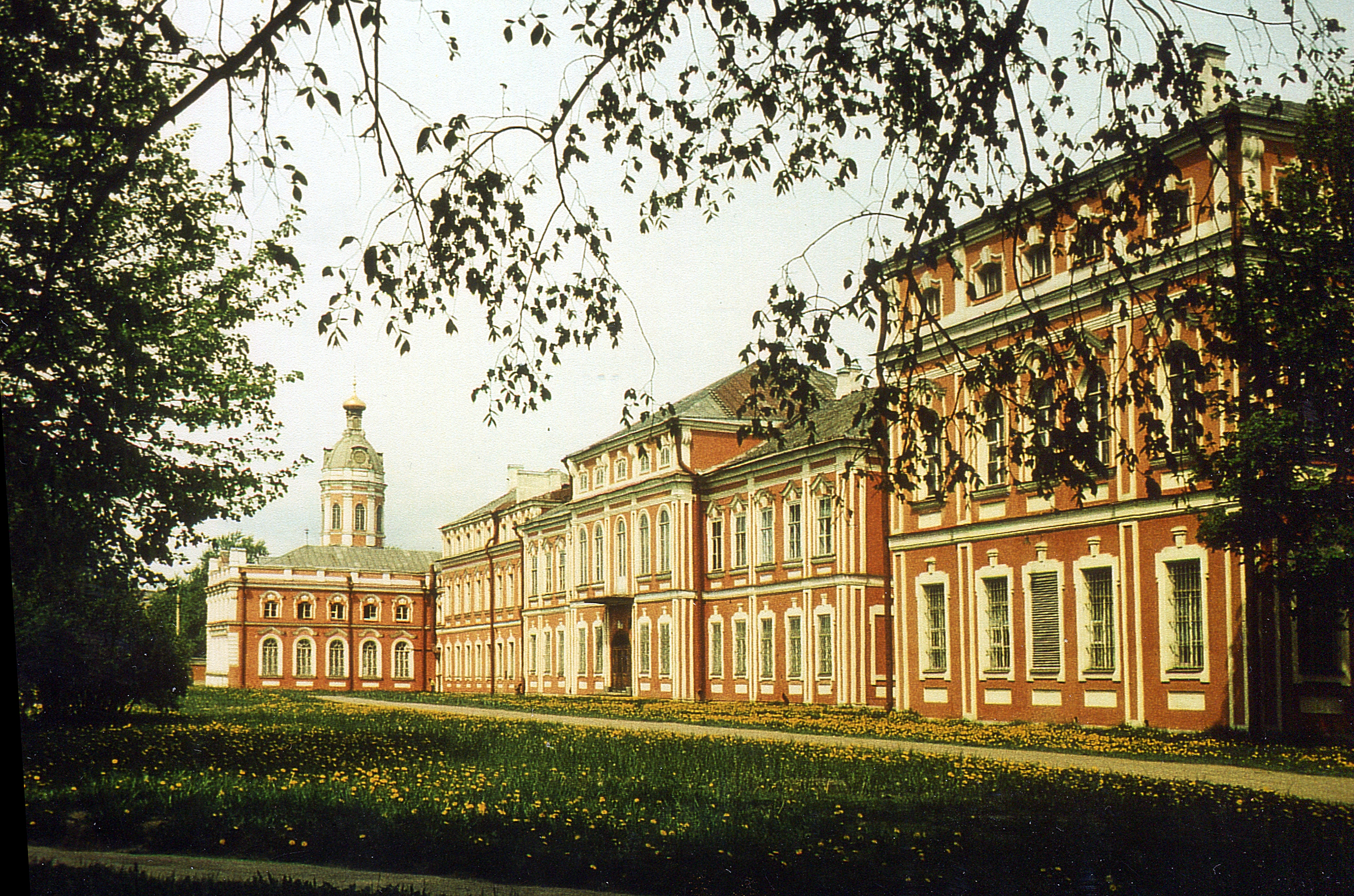
Митрополичий корпус Олександро-Невської Лаври

Для феодального періоду характерне прагнення мати святого покровителя. Мало свого небесного заступника і кожне велике місто. Пощастило італійському місту Барі. Купці придбали мощі Св. Миколи Чудотворця в Туреччині і вивезли до себе, уславивши його як останнє місце поховання шанованого святого християнського світу. Пихатих венеційців не задовольнив культ місцевого Св. Теодоро. Його потіснив сам Апостол Марко, мощі якого вивезли з Александрії.
Зажадав мати священну реліквію в улюбленому Петербурзі і цар Петро І. Він скористався народним переказом про баталію, що нібито пройшла поряд з Петербургом. Тут зійшлися вояки князя Олександра Невського з вояками-шведами Біргера, якого Невський подолав. У 1545 році російська православна церква канонізувала новгородського князя. Петро І, що вештався землями Московії, прознав про священну реліквію і вивіз її у Петербург.
У липні 1710 року в присутності генералів, вояків і натовпу відбулося урочисте заснування нового монастиря на честь князя Олександра Невського. Це була поступка церкві і прихований, але важливий політичний хід. Петро І теж воював зі шведами і таким чином ставав нащадком і продовжувачем справ Невського.
До проектування нового монастиря залучили декількох архітекторів, аби діло йшло швидше. Розпланування і будівництво доручили Доменіко Трезіні. Проект неодноразово доповнювали і переробляли. Тільки гравійованих зображень монастиря існує декілька. В новому місті при прагненні до західноєвропейської культури — і православний монастир виглядав на західний манер. Розпланування було регулярне. Церкви і монастир мали риси європейської архітектури бароко (пілястри, куполи, дахи з переломом, різновеликі об'єми, уступчастий фасад, єдиний стиль усіх споруд, неросійський декор фасадів). Все це поєднували у єдиний ансамбль двоповерхові галереї з такими широкими вікнами, що нагадували велетенські палацові комплекси. Палацові зразки нагадували і декор, і яскраве фарбування фасадів у біло-червоній гаммі. Монастир доповнювали сад бароко і фонтани, що було вже зовсім чудернацьким нововведенням.
Перебіг подій спонукав до гонитви за швидким результатом. В Петербурзі людей косили виснажлива праця, нестача їжі, хвороби, морози взимку, важкий побут. Померлих іноземців ховали в тодішньому передмісті біля Сампсоніївської церкви. Вельможних померлих почали ховати у Благовіщенській церкві нового монастиря, яку побудували одною з перших. Згодом виникає і аристократичний цвинтар під стінами нового монастиря.
Повністю комплекс споруд не встигнуть вибудувати ні за життя Петра І, ні за життя ще шести російських монархів. Його будівництво розтягнеться майже на 100 років і стане черговим прикладом довгобуду. Прорахунки при будівництві собору монастиря були такими значними, що він пішов тріщинами. Головний собор монастиря загрожував завалитися і його розібрали до підмурків. В бароковому оточенні Невського монастиря новий Троїцький собор в стилі класицизм відбудує архітектор Старов Іван Єгорович(1744—1808). Він закінчив майже сторічну будівельну епопею по створенню монастиря, що стане згодом Олександро-Невською лаврою.

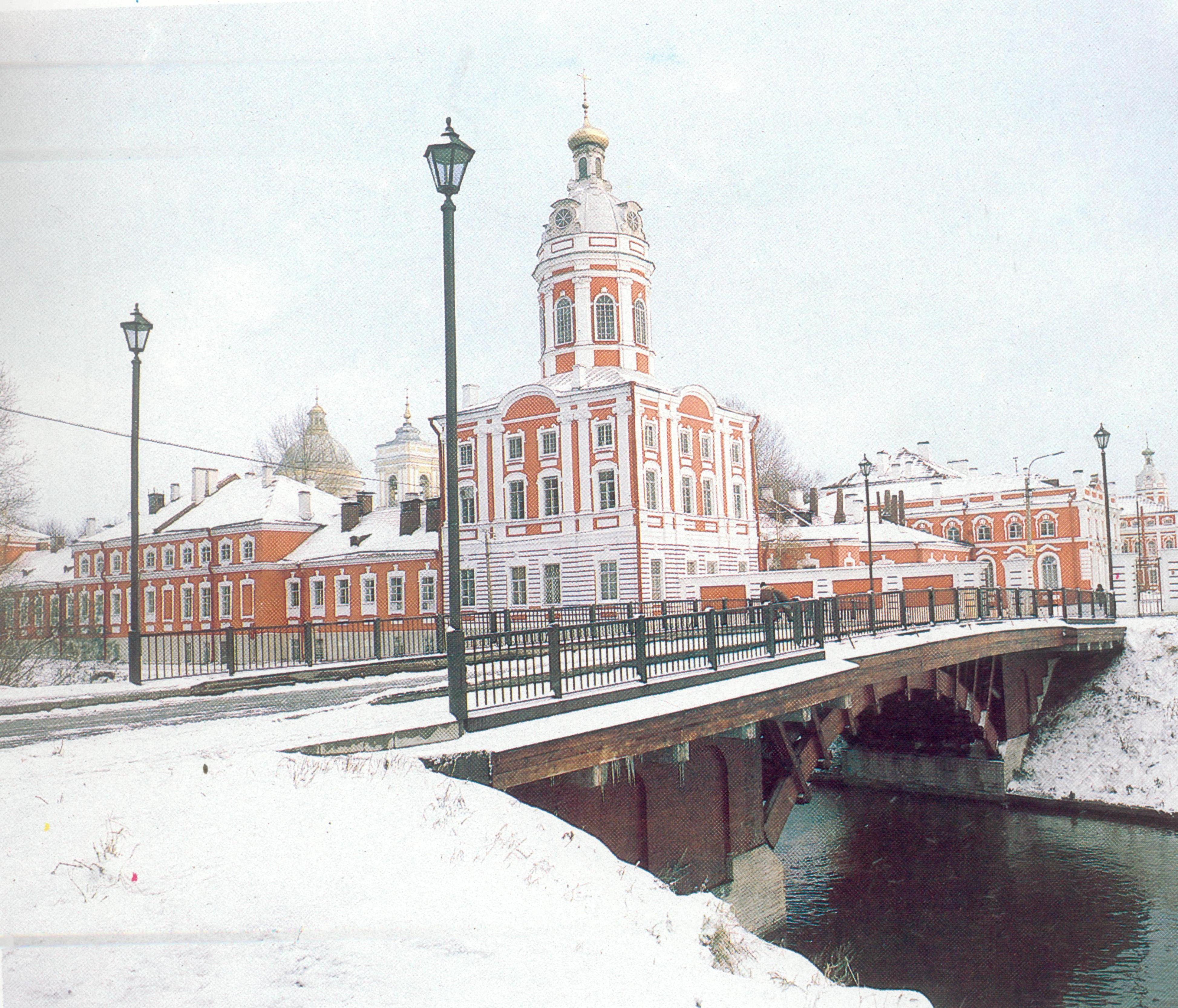
Кутова північно-західна вежа монастиря
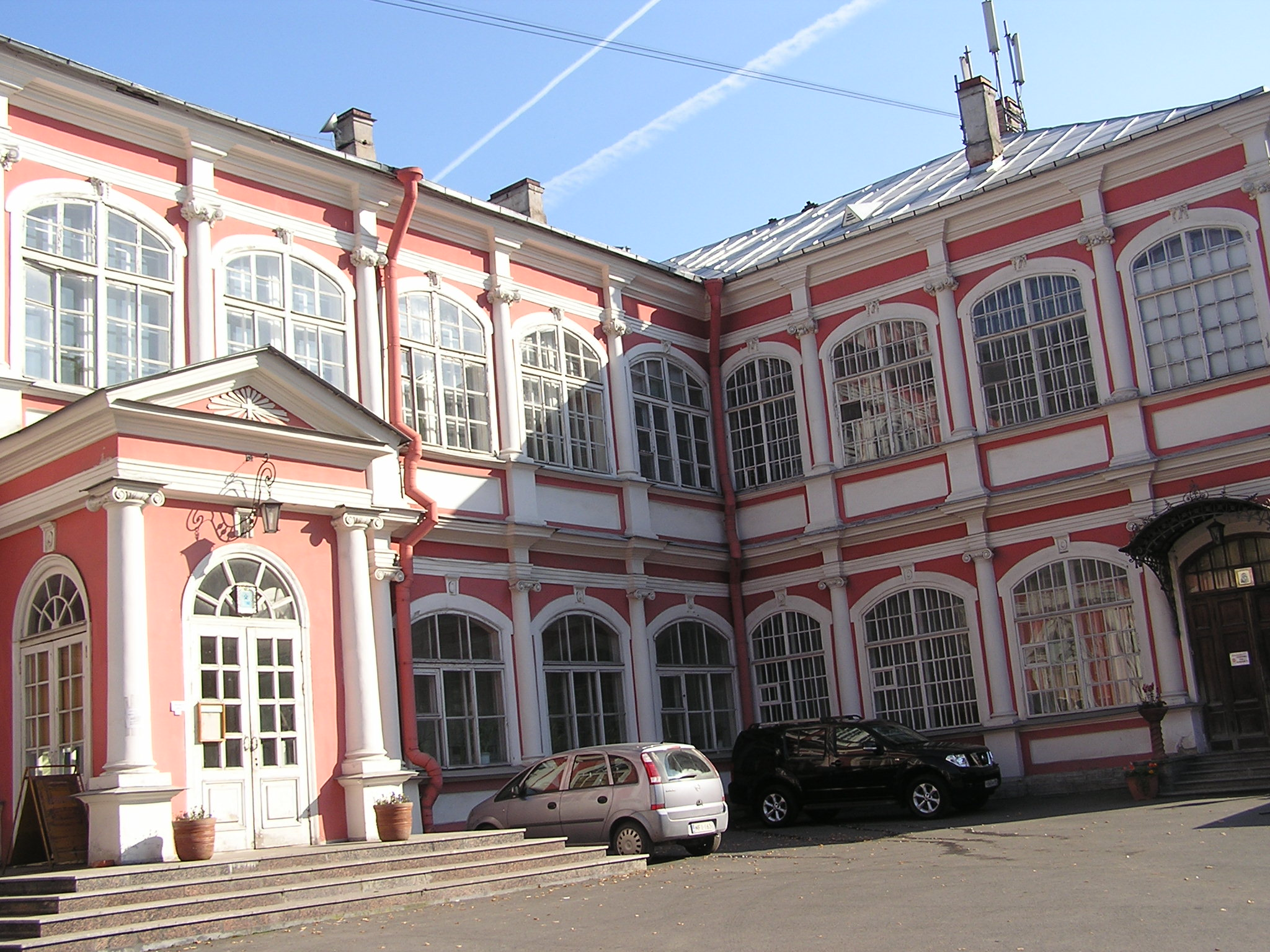
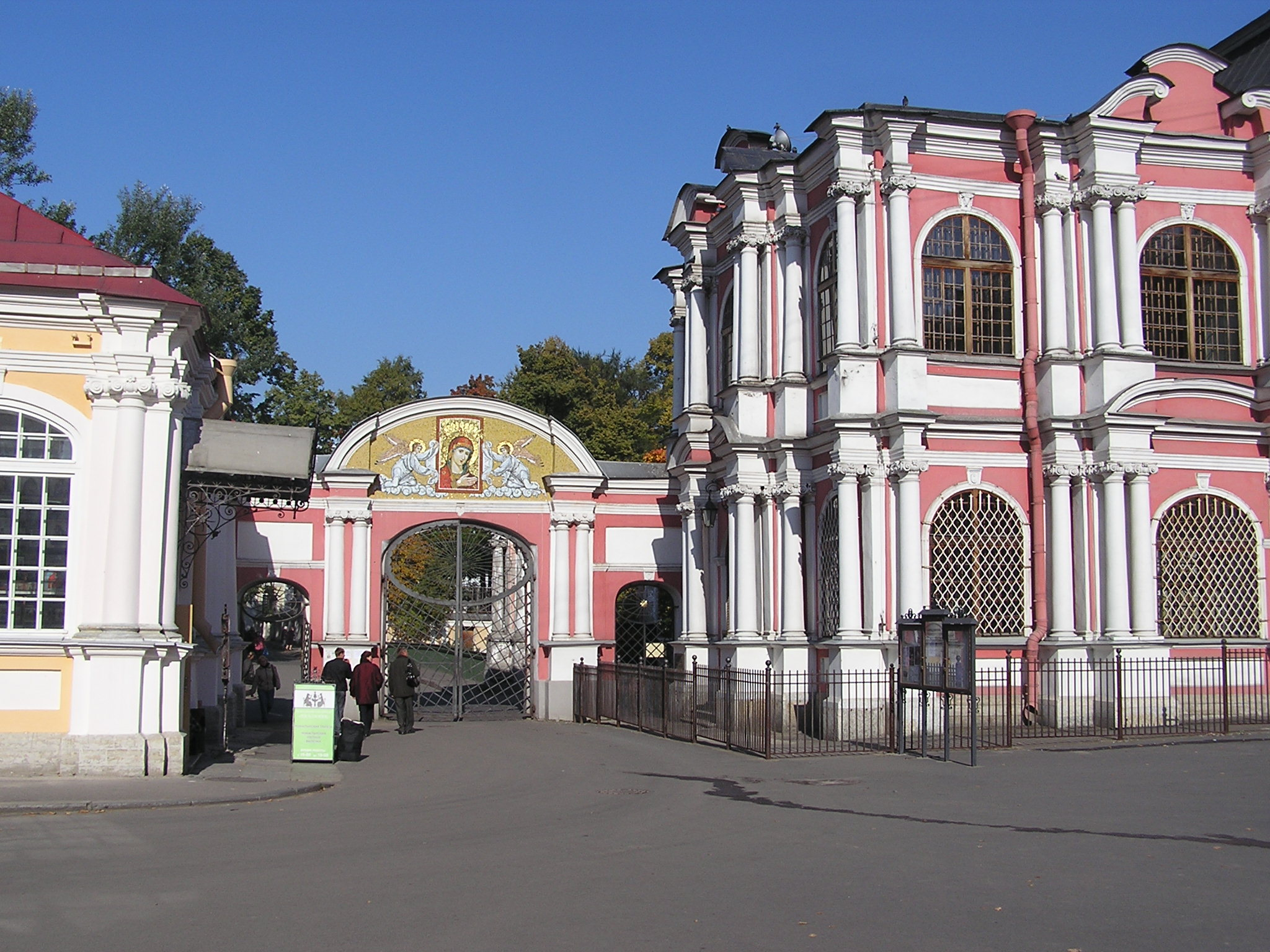
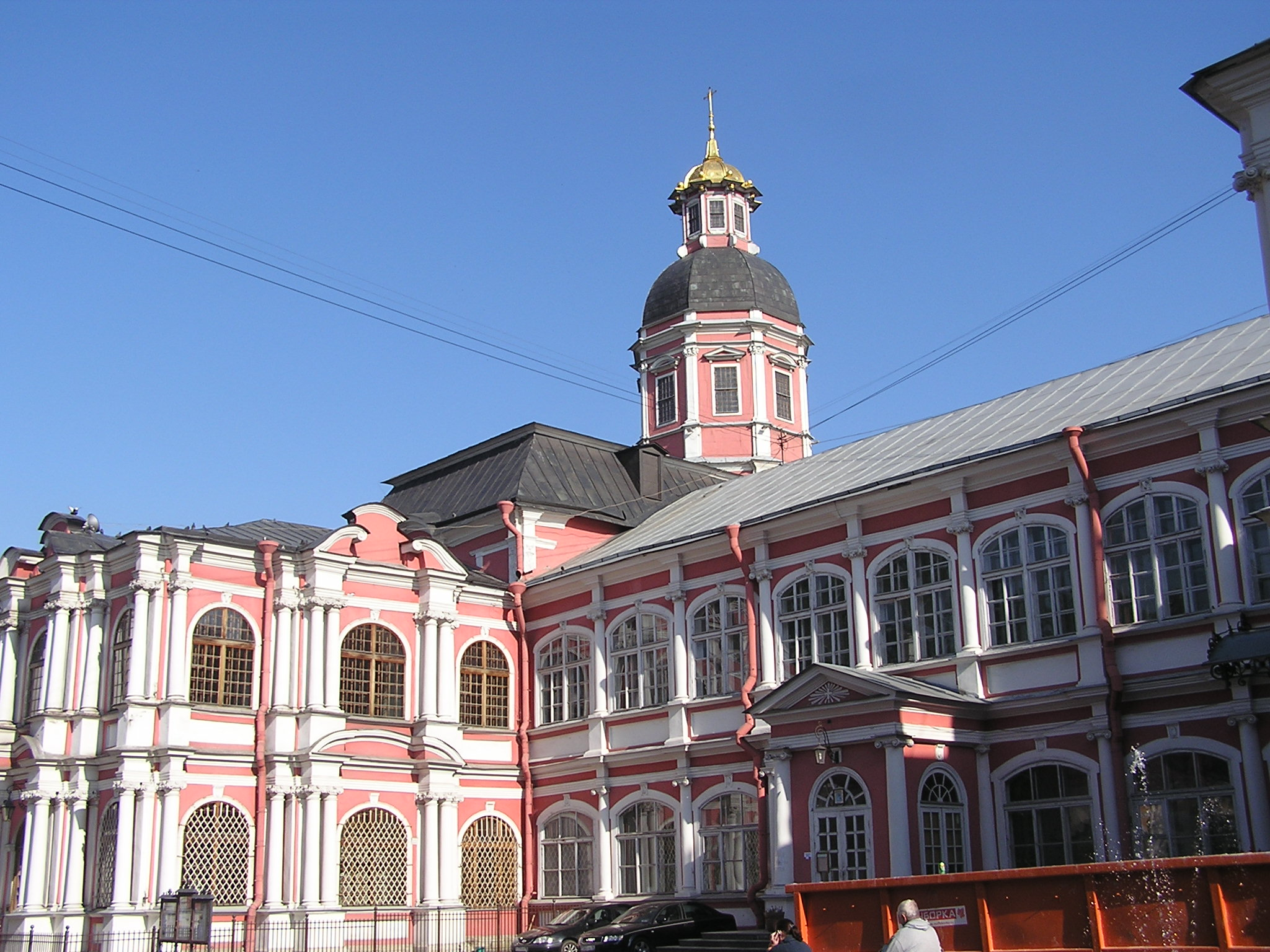

### Генерал-губернатор і архітектор

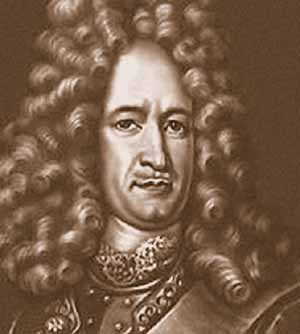
Генерал-губернатор Петербурга Меншиков О. Д.

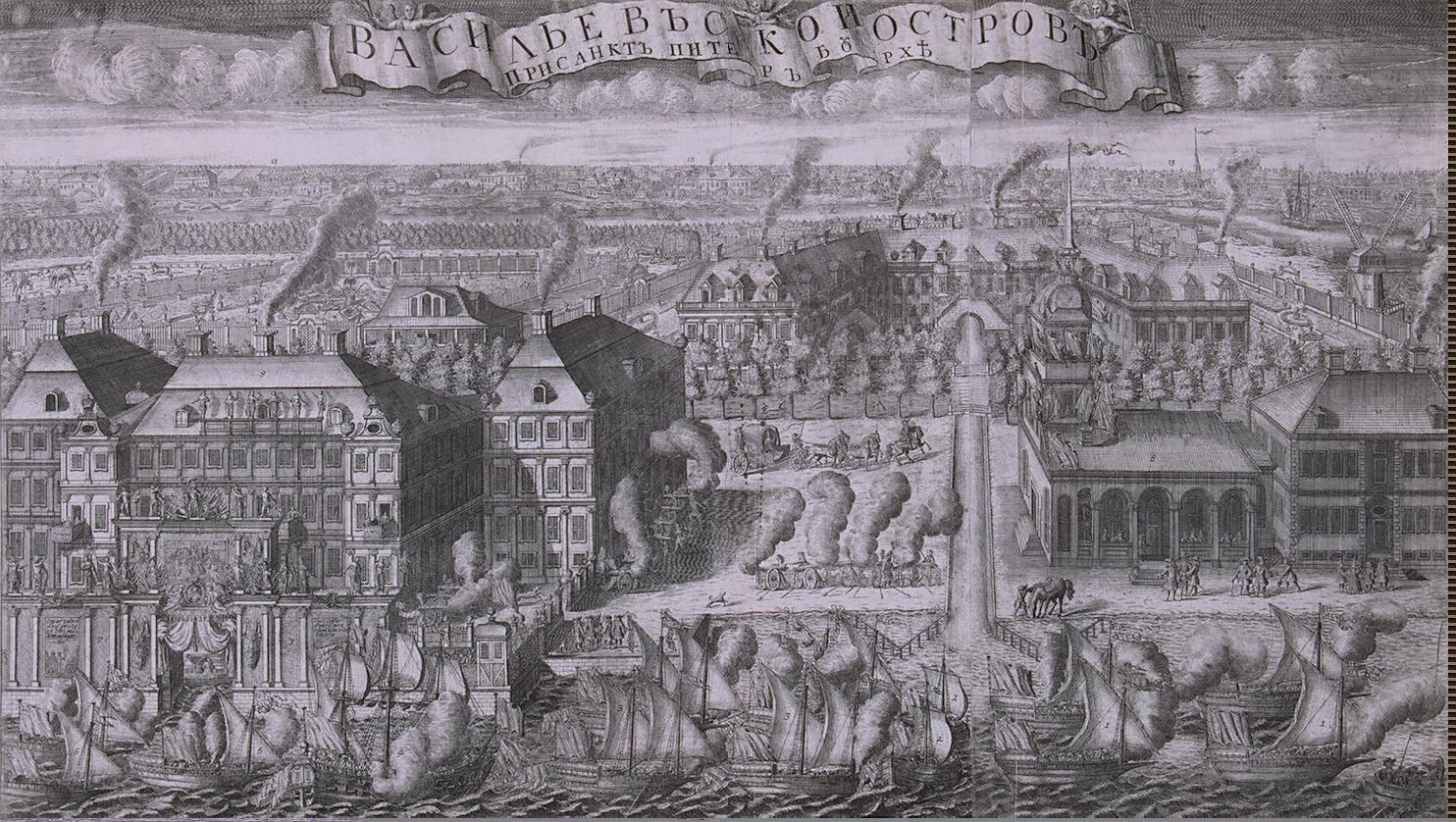
Меншиковський палац, гравюра О. Зубова, 1715 рік

Обережний, передбачливий Доменіко Трезіні роками вибудовував добрі стосунки з губернатором Олександром Меншиковим, жадібним, швидким на розправу. Петро І оточив себе новими вельможами, піднявши до дворянського стану талановитих і відданих йому осіб і його справі. Перше місце серед «нових вельмож» і посів енергійний моторний Меншиков. Останній використовував свою посаду для власного збагачення, а п'ять своїх палаців у Петербурзі — як експериментальні і будівельні майдани для іспитів новоприбулих архітекторів, художників, декораторів, садівників, перукарів, музикантів, секретарів тощо. Доменіко Трезіні мовчки виконував численні завдання губернатора по розбудові його палаців і садиб, роками чекаючи платні. Хоча це збільшувало кількість справ і без того вкрай завантаженого архітектора.
Зате отримав його підтримку. «Іспити» у Меншикова пройшли і скульптор Карло Бартоломео Растреллі, що створив бронзове погруддя губернатора (перше в Петербурзі), і дипломат Савва Рагузинський, і низка архітекторів-іноземців, і художник з Франції Філіп Пільман. Іспити в Меншикова не пройшов француз Александр Леблон, сварка вилилася у протистояння. Ворожість Меншикова, що був нещадним до супротивників, зламала кар'єру освіченого та обдарованого Леблона в Петербурзі і не дала можливості розкити значні творчі потенції митця. Справу довершив гнів Петра І, який Меншиков вдало направив на гордовитого, але беззахисного в столиці француза. Черговий спалах гніву закінчився драматичо, цар-тиран побив архітектора Леблона і той помер, пропрацювавши в Петербурзі лише два роки. Про це приховано, пошепки згадували роками.
Доменіко Трезіні добре засвоїв обережність в стосунках з могутнім Меншиковим. І пережив зруйновану кар'єру і Леблона, і смерть Петра І, і самого Меншикова, якого арештують і виженуть у заслання.

### Дачні ділянки
По закінченню Великої Північної війни 1700—1721 рр. військового інженера і архітектора задіяли в побудові цивільних і світських споруд. Серед них — проекти типових дачних ділянок для прибічників царя та державні заклади. За проектами дач від Трезіні свої садибки з садами бароко, парковими павільйонами, амбарами для човнів і ставками створили -
- Олексій Макаров, кабінет-секретар самого царя
- Антон Девієр, денщик царя, генерал-поліцмейстер Петербургу
- Олексій Волков, секретар князя Меншикова
- Андрій Ушаков, майбутній голова Таємної політичної канцелярії
- низка наближених до царя посадовців, що тихо і вагомо правлять справами в бюрократичних надрах столиці, з якими часто стискається архітектор.

Доменіко Трезіні ставав одним з державних, російських посадовців. Згодом архітектор навіть вислужив офіцерський чин, що дав йому право на російське дворянство. З січня 1726 року він отримав звання полковника фортифікації. І Доменіко Трезіні (Андрій Якович Трезін) залишився в Петербурзі назавжди.
Проекти типових дачних ділянок награвіювали Олексій Зубов та Олексій Ростовцев. Це трохи скоротило час архітектора по розплануванню ділянок та роз'ясненням новоспеченим володарям, що і як робити відповідно до царського регламенту і царських вимог. У Петербурзі — усе робилося за регламентом.
Проекти осядуть в приватних кабінетах і бібліотеках володарів, а згодом розійдуться і по містам імперії, осядуть в державних архівах. Офорти-копії проектів це убереже від повного знищення, як були знищені архітектурні моделі Доменіко Трезіні, його листування в Росії, його авторські креслення, навіть могила архітектора.

### Будівля Дванадцяти колегій і «новий патріарх»

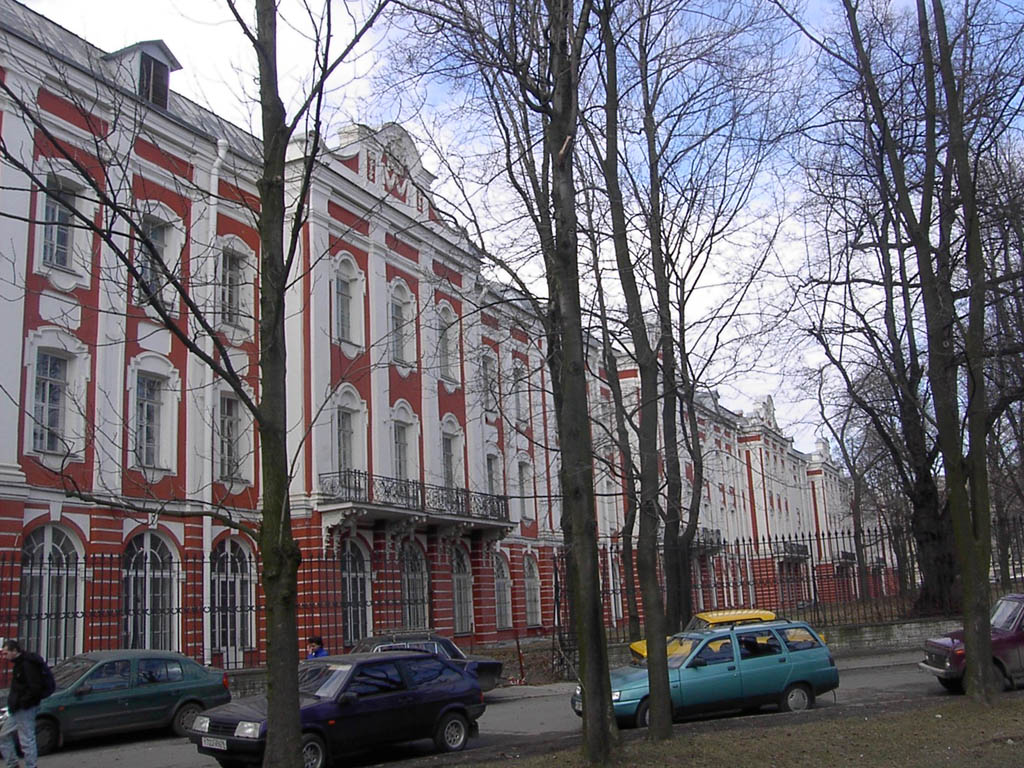
Фасад Дванадцяти колегій

Серед пізніх споруд архітектора чільне місце посіла споруда Дванадцяти колегій. Він вже мав досвід по створенню мазанкової будівлі П'яти колегій і Сенату на Троїцкий площі. Але то були тимчасові споруди. Центр міста в черговий раз перенесли, тепер вже на Василівський острів. Тут була Біржа, митниця, Гостиний двір і головний торговельний порт столиці. Неподалік і розпочали будівництво тепер вже цегляних Дванадцяти колегій(міністерств).
Особливістю доби було підкорення православної церкви світській владі царя Петра І. Він заборонив обрати нового патріарха по смерті останнього ще у 1700 році. На запитання, хто тепер новий патріарх, грізно бив себе в груди і відповідав: «Ось вам новий патріарх». За царя Петра І православна церква втратила духовну автономію, була перетворена на черговий бюрократичний департамент у вигляді Синоду. Священиків зробили звичними державними посадовцями з наказом робити доноси на паству (була офіційна заборона на таємність сповіді парафіян, а доноси — віталися і ставали державним обов'язком). В перелік Дванадцяти колегій як бюрократичний відділ увійшов і Синод.
Відбувся у 1724 році і конкурс на державну споруду. Перемогу отримав проект Доменіко Трезіні, як найдешевший, діловий, але стримано величний. Суддею був сам цар, що повсякчас демонстрував економність.
За наказом царя окремі споруди будувати «єдиною фасадою», як в Амстердамі. Дванадцять окремих колегій стоять єдиним блоком у триста вісімдесят три (383) метри завдовжки. На фасад кожної колегії відвели близько 32 метрів, зате право — на три поверхи. Трохи більше забрала собі лише Колегія іноземних справ, що вибудувалася першою від річки Нева. Кожна з колегій (міністерств) мала будувати свою споруду власним коштом. Будівництво розтяглося на декілька років і стало останньою велетенською спорудою Доменіко Трезіні в столиці Російської імперії. Архітекторові пішов сьомий десяток, а будівництво все тривало. По смерті архітектора — споруду завершили інші будівники.

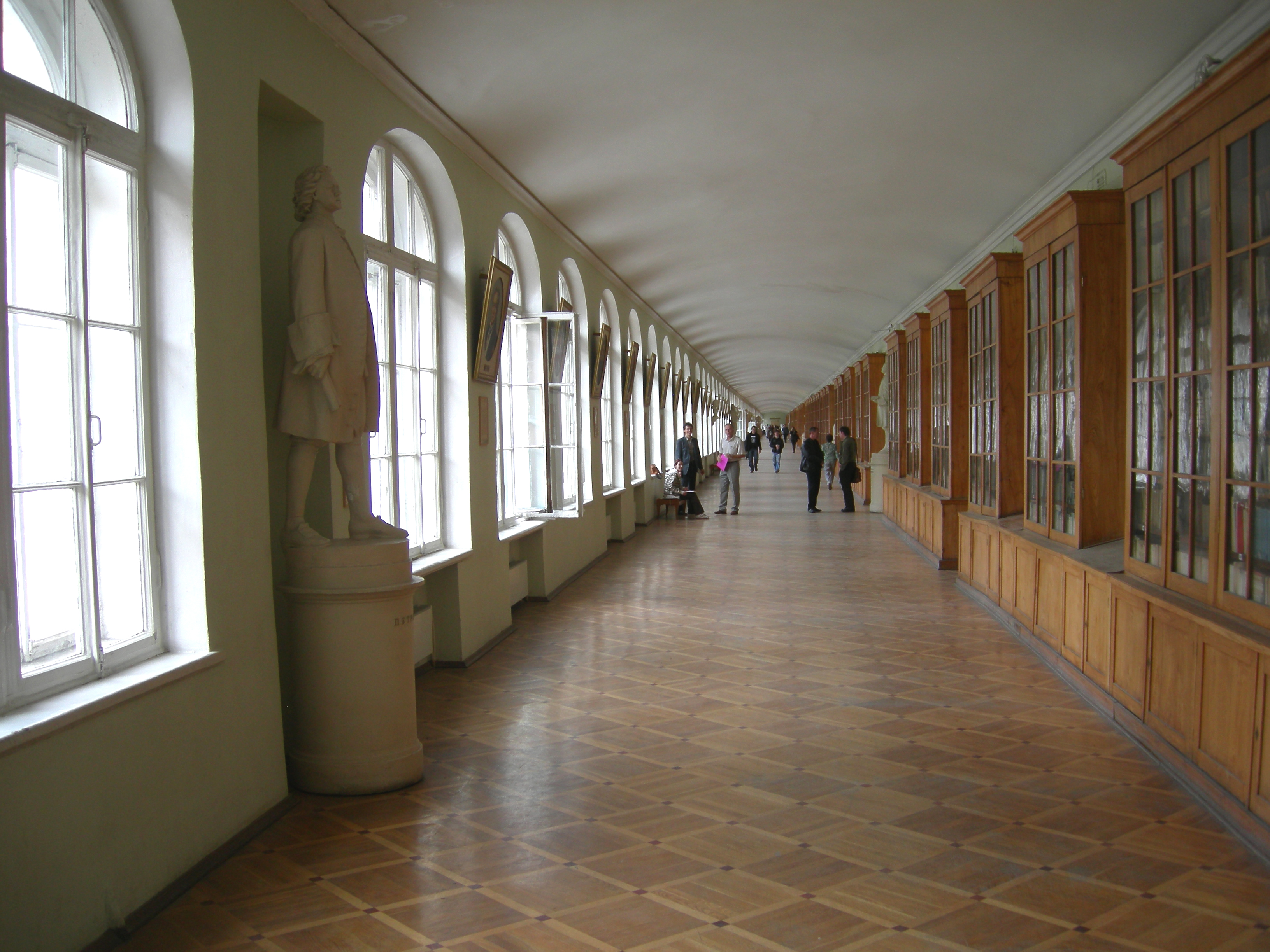
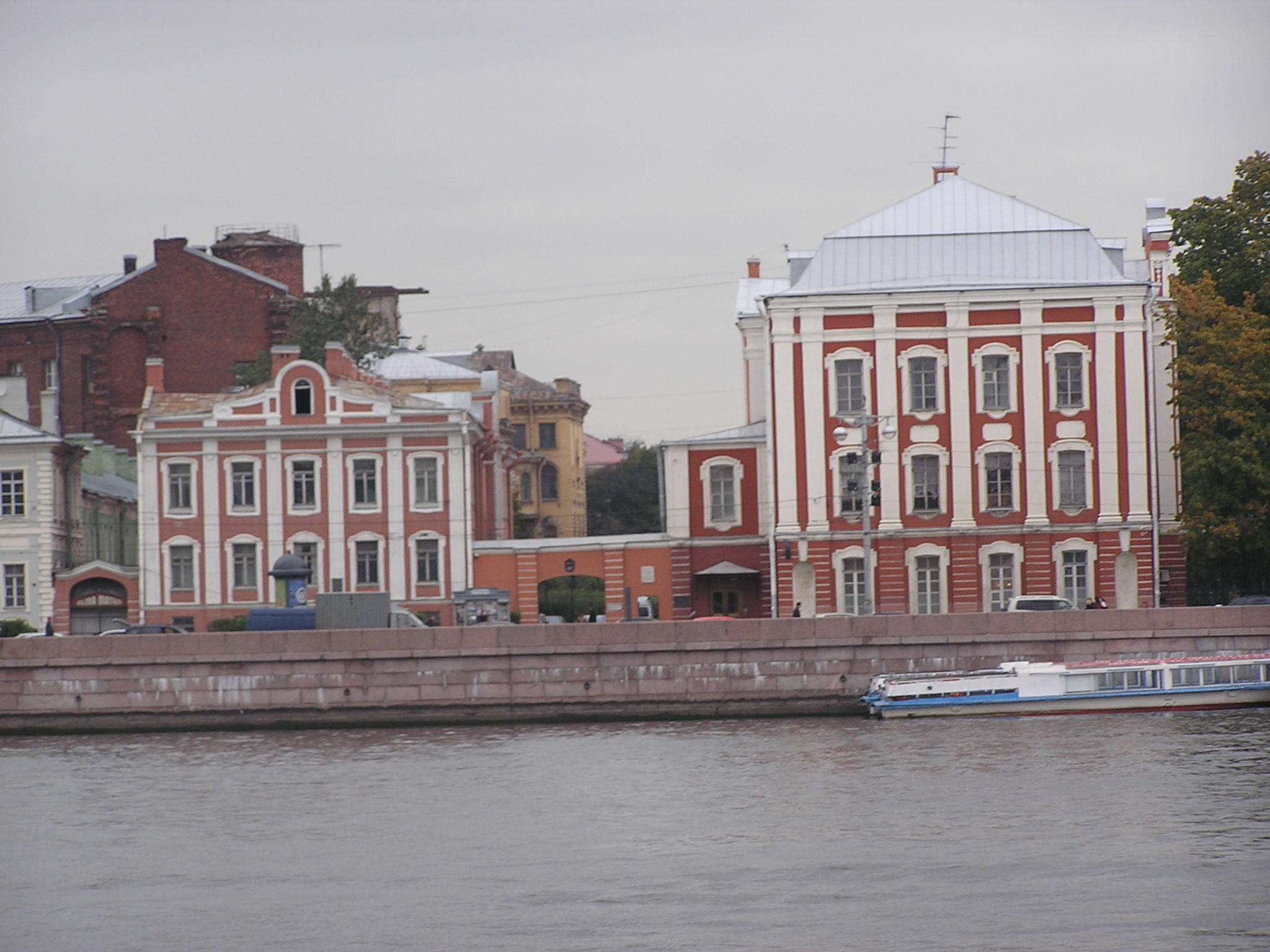
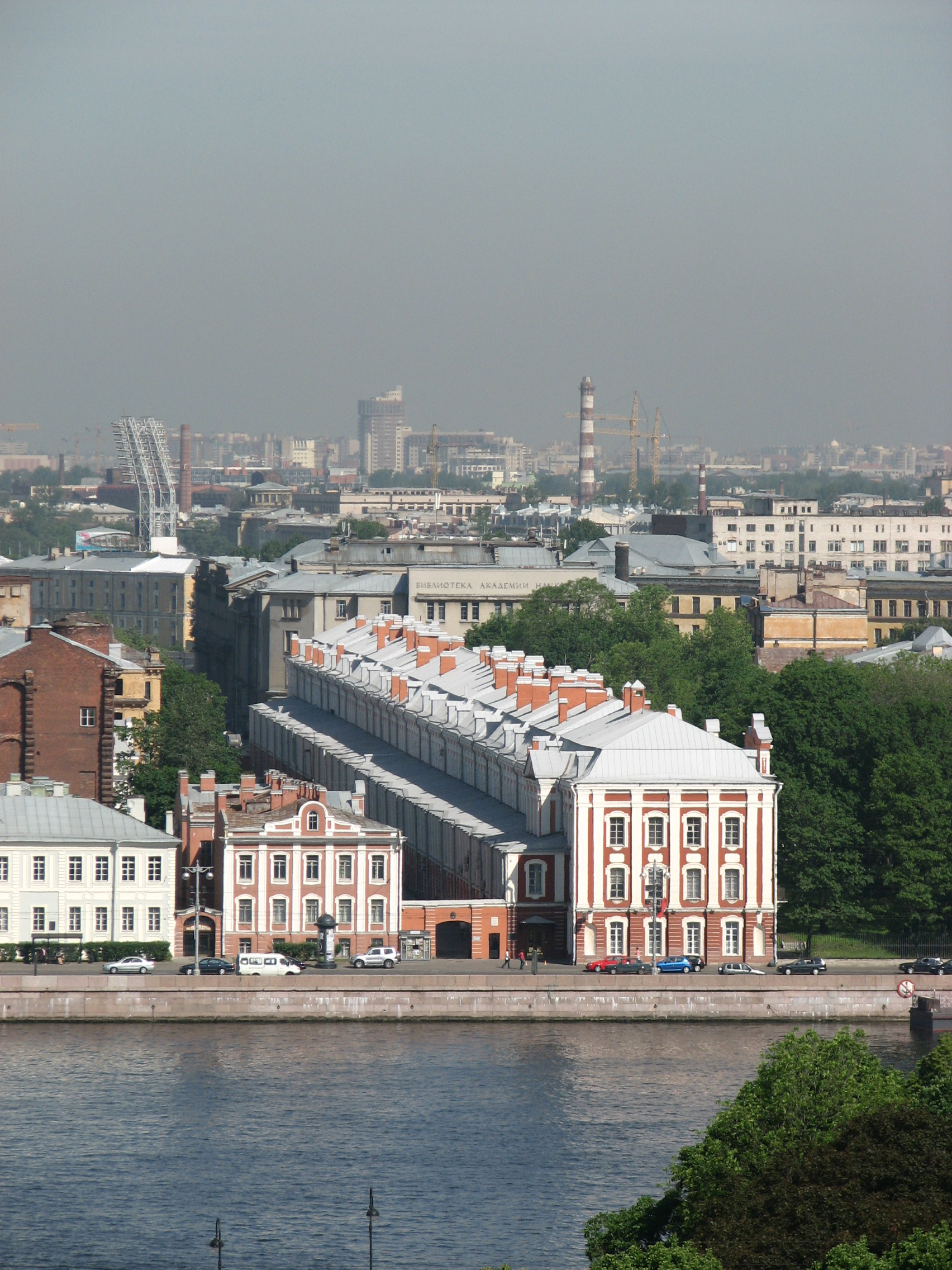

На початку 19 століття велетенська споруда перебудована всередині і відведена під новостворений Імператорський Петербурзький університет. Споруда і зараз — головний корпус університету в історичному районі Петербурга, де неподалік -
- Кунсткамера
- Академія наук
- Пушкінський Дім
- Меншиковський палац
- Петербурзька Академія мистецтв.

### Реєстр споруд

Доменіко Трезіні. «Морський і Суходольний (піхотний) шпиталі» для Санкт-Петербурга, проект бл. 1715 р.

Вартість творчості і творчого шляху архітектора оцінюють по його спорудам та нездійсненим проектам. За тридцять років невпинної праці по розбудові Петербурга Доменіко Трезіні створив план розпланування Василівського острову (що мав містобудівне значення), типові проекти будинків дворян, типові проекти дачних ділянок з садами, Олександро-Невський монастир, Петропавлівський собор і низку церков, фортечні мури, ділянки садів і павільйони в них. На його спорудах — тавро ділового, стриманого чи навіть бюргерського смаку, притаманного діловій, жорстокій, далекій від сентиментів доби. Але кількість ним створеного ставить архітектора у почесну низку здібних, творчо продуктивних митців раннього російського бароко.
Проекти типових дачних ділянок — пізніше розкритикують за дріб'язковість деталей, штучність розпланування, прозаїчність рішень. Але всі вони створені відповідно вимог тогочасної барокової теорії. А штучність розпланування була притаманна як проектам усіх тогочасних архітекторів, включаючи і видатних, так і російській архітектурі в цілому найближчі сто сорок — сто п'ятдесят років. Доменіко Трезіні цю фахову ваду доби — не подолав.
У Доменіко Трезіні не було біографа. Не мав він і власного архіву. Листів у Швейцарію практично не писав, не вів щоденників. Трагічна епоха і неспокій не сприяли довгим роздумам і аналізу подій. Але Реєстр власних споруд (перелік)створив. Цей перелік зажадав мати підстаркуватий Петро І, що планував створити історію розбудови Петербургу. В заваді царю стала власна смерть. Реєстр дивом зберігся в архіві і його 200 років потому відшукав Грабарь Ігор Іммануїлович. Оприлюднений Реєстр став важливим джерелом як для біографії архітектора, так і для історичних досліджень перших тридцяти років існування та розбудови міста.

### Родина
З уривчатих спогадів і свідоцтв відомо, що Доменіко Трезіні брав шлюб тричі. Від другого шлюбу мав сина П'єтро. Третя дружина (Марія Карлотта) народила ще п'ятеро дітей.
Цар дозволив Доменіко вибудувати власний будинок на Василівському острові. Але довготривале будівництво заважало оселитися там. Коли ж споруду завершили, нетерплячий Петро І подарував будинок барону Остерману за державні послуги, оминувши Трезіні. Правда, цар дав будматеріали на побудову нової домівки. Родина Трезіні мешкала в Німецькій слободі Петербурга, а пізніше перебралася на Василівський острів.

### Смерть
Помер у Петербурзі. Поховали на цвинтарі Сампсоніївського собору. Могила не збережена.

## Риси універсальності
Архітектурну обдарованість Доменіко Трезіні вважають неяскравою, стриманою. Але вона мала риси універсальності. Архітектор добре опанував будівельну справу і якість його споруд каже сама за себе. Ремонтовані і переобладнані для нових функцій, вони служать донині. Архітекторові доручали різноманітні завдання і він при нагоді працював як інженер, фортифікатор, садівник і ботанік, експерт з якості будівельних матеріалів, викладач, староста церковної парафії і знавець європейських мов.
Доменіко Трезіні знав щонайменше чотири мови — італійську, французьку, латину, російську. Як знавця французької в Канцелярії городових справ його використовували при перекладі французьких документів. Його переклади фіксували російські канцеляристи без знання мов.